# Championnats de Pologne de pentathlon moderne
Les championnats de Pologne de pentathlon moderne sont organisés tous les ans par la Polski Związek Pięcioboju Nowoczesnego depuis 1926, pour la compétition masculine et 1978, pour la compétition féminine. On y attribue les titres de champions de Pologne au terme des d'épreuves individuelles.

## Palmarès

### Femmes
| Année | Lieu       | Champion               | Deuxième            | Troisième             |
| 2018  | Drzonków   | Anna Maliszewska       | Marta Kobecka       | Natalia Dominiak      |
| 2017  | Drzonków   | Anna Maliszewska       | Oktawia Nowacka     | Natalia Dominiak      |
| 2016  | Drzonków   | Aleksandra Chmielewska | Anna Maliszewska    | Magda Klemczyńska     |
| 2015  | Drzonków   | Oktawia Nowacka        | Anna Maliszewska    | Aleksandra Skarzyńska |
| 2014  | Drzonków   | Anna Maliszewska       | Oktawia Nowacka     | Aleksandra Skarzyńska |
| 2013  | Drzonków   | Aleksandra Skarzyńska  | Oktawia Nowacka     | Katarzyna Wójcik      |
| 2012  | Drzonków   | Sylwia Czwojdzińska    | Katarzyna Wójcik    | Aleksandra Skarzyńska |
| 2011  | Drzonków   | Sylwia Czwojdzińska    | Paulina Boenisz     | Katarzyna Wójcik      |
| 2010  | Szczecinek | Sylwia Czwojdzińska    | Paulina Boenisz     | Oktawia Nowacka       |
| 2009  | Drzonków   | Paulina Boenisz        | Sylwia Czwojdzińska | Joanna Gomolińska     |
| 2008  | Drzonków   | Paulina Boenisz        | Sylwia Czwojdzińska | Katarzyna Wójcik      |
| 2007  | Drzonków   | Marta Dziadura         | Sylwia Czwojdzińska | Edyta Małoszyc        |
| 2006  | Drzonków   | Marta Dziadura         | Paulina Boenisz     | Katarzyna Wójcik      |
| 2005  | Drzonków   | Marta Dziadura         | Magdalena Sędziak   | Paulina Boenisz       |
| 2004  | Drzonków   | Paulina Boenisz        | Sylwia Czwojdzińska | Magdalena Sędziak     |
| 2003  | Varsovie   | Paulina Boenisz        | Edyta Małoszyc      | Magdalena Sędziak     |
| 2002  | Varsovie   | Paulina Boenisz        | Magdalena Sędziak   | Edyta Małoszyc        |
| 2001  | Varsovie   | Paulina Boenisz        | Edyta Małoszyc      | Magdalena Sędziak     |
| 2000  | Drzonków   | Dorota Idzi            | Edyta Małoszyc      | Paulina Boenisz       |
| 1999  |            | Paulina Boenisz        | Iwona Kowalewska    | Dorota Idzi           |
| 1998  |            | Paulina Boenisz        | Dorota Idzi         | Anna Sulima           |
| 1997  |            | Iwona Kowalewska       | Paulina Boenisz     | Edyta Małoszyc        |
| 1996  |            | Paulina Boenisz        | Dominika Grodzicka  | Aleksandra Saraceń    |
| 1995  |            | Dorota Idzi            | Edyta Małoszyc      | Iwona Kowalewska      |
| 1994  |            | Iwona Kowalewska       | Anna Sulima         | Dorota Idzi           |
| 1993  |            | Dorota Idzi            | Edyta Małoszyc      | Iwona Kowalewska      |
| 1992  |            | Iwona Kowalewska       | Edyta Małoszyc      | Dorota Idzi           |
| 1991  |            | Iwona Kowalewska       | Dorota Idzi         | Anna Sulima           |
| 1990  | Drzonków   | Iwona Dąbrowska        | Anna Sulima         | Dorota Idzi           |
| 1989  |            | Dorota Idzi            | Iwona Dąbrowska     | Anna Sulima           |
| 1988  |            | Dorota Idzi            | Anna Sulima         | Iwona Dąbrowska       |
| 1987  |            | Iwona Dąbrowska        | Dorota Idzi         | Barbara Kotowska      |
| 1986  |            | Barbara Kotowska       | Anna Bajan          | Iwona Dąbrowska       |
| 1985  |            | Magdalena Jedlewska    | Barbara Kotowska    | Dorota Idzi           |
| 1984  |            | Barbara Kotowska       | Anna Bajan          | Agata Rutkowska       |
| 1983  |            | Anna Bajan             | Wioletta Tomasik    | Joanna Król           |
| 1982  |            | Magdalena Jedlewska    | Joanna Król         | Beata Borowiak        |
| 1981  |            | Anna Bajan             | Beata Borowiak      | Alina Lisińska        |
| 1978  |            | Wioletta Rutkowska     | Lucyna Najbar       | Mirosława Jakubowska  |

### Hommes
| Année | Lieu       | Champion              | Deuxième           | Troisième          |
| 2018  | Drzonków   | Sebastian Stasiak     | Daniel Ławrynowicz | Łukasz Gutkowski   |
| 2017  | Drzonków   | Łukasz Gutkowski      | Jarosław Świderski | Szymon Staśkiewicz |
| 2016  | Drzonków   | Sebastian Stasiak     | Michał Gralewski   | Jarosław Świderski |
| 2015  | Drzonków   | Sebastian Stasiak     | Michał Gralewski   | Remigiusz Golis    |
| 2014  | Drzonków   | Łukasz Klekot         | Remigiusz Golis    | Sebastian Stasiak  |
| 2013  | Drzonków   | Szymon Staśkiewicz    | Sebastian Stasiak  | Bartosz Majewski   |
| 2012  | Drzonków   | Szymon Staśkiewicz    | Bartosz Majewski   | Sebastian Stasiak  |
| 2011  | Drzonków   | Łukasz Klekot         | Remigiusz Golis    | Szymon Staśkiewicz |
| 2010  | Szczecinek | Łukasz Klekot         | Remigiusz Golis    | Bartosz Majewski   |
| 2009  | Drzonków   | Marcin Horbacz        | Remigiusz Golis    | Tomasz Chmielewski |
| 2008  | Drzonków   | Szymon Staśkiewicz    | Mateusz Posnik     | Krzysztof Staszak  |
| 2007  | Drzonków   | Przemysław Gałecki    | Szymon Staśkiewicz | Tomasz Chmielewski |
| 2006  | Drzonków   | Piotr Kobrzeniecki    | Andrzej Stefanek   | Tomasz Chmielewski |
| 2005  | Drzonków   | Marcin Horbacz        | Tomasz Chmielewski | Przemysław Gałecki |
| 2004  | Drzonków   | Marcin Horbacz        | Przemysław Gałecki | Andrzej Stefanek   |
| 2003  | Varsovie   | Marcin Horbacz        | Andrzej Stefanek   | Przemysław Gałecki |
| 2002  | Varsovie   | Marcin Horbacz        | Andrzej Stefanek   | Radosław Klimek    |
| 2001  | Varsovie   | Marcin Horbacz        | Radosław Klimek    | Maciej Bogucki     |
| 2000  | Drzonków   | Andrzej Stefanek      | Marcin Horbacz     | Maciej Bogucki     |
| 1999  |            | Dariusz Mejsner       | Marcin Horbacz     | Igor Warabida      |
| 1998  |            | Andrzej Stefanek      | Igor Warabida      | Marcin Horbacz     |
| 1997  |            | Maciej Czyżowicz      | Andrzej Stefanek   | Dariusz Mejsner    |
| 1996  |            | Andrzej Stefanek      | Maciej Czyżowicz   | Marcin Horbacz     |
| 1995  |            | Tomasz Cygański       | Mateusz Nowicki    | Maciej Czyżowicz   |
| 1994  |            | Andrzej Stefanek      | Maciej Czyżowicz   | Dariusz Mejsner    |
| 1993  |            | Andrzej Stefanek      | Dariusz Goździak   | Mateusz Nowicki    |
| 1992  |            | Andrzej Giżyński      | Jarosław Idzi      | Jacek Gnyp         |
| 1991  |            | Arkadiusz Skrzypaszek | Maciej Czyżowicz   | Jacek Suszczyński  |
| 1990  | Varsovie   | Dariusz Goździak      | Maciej Czyżowicz   | Jarosław Idzi      |

## Sportifs les plus titrés

### Hommes
- Janusz Pyciak-Peciak, 8 fois
- Marcin Horbacz, 6 fois
- Andrzej Stefanek, 5 fois
- Stanisław Przybylski, 4 fois

### Femmes
- Paulina Boenisz, 9 fois
- Iwona Kowalewska, 6 fois
- Dorota Idzi, 5 fois